# Hochkirch
Hochkirch, in alto sorabo Bukecy, è un comune di 2 526 abitanti della Sassonia, in Germania.
Appartiene al circondario (Landkreis) di Bautzen (targa BZ).